# Wahadło (grupa skalna)

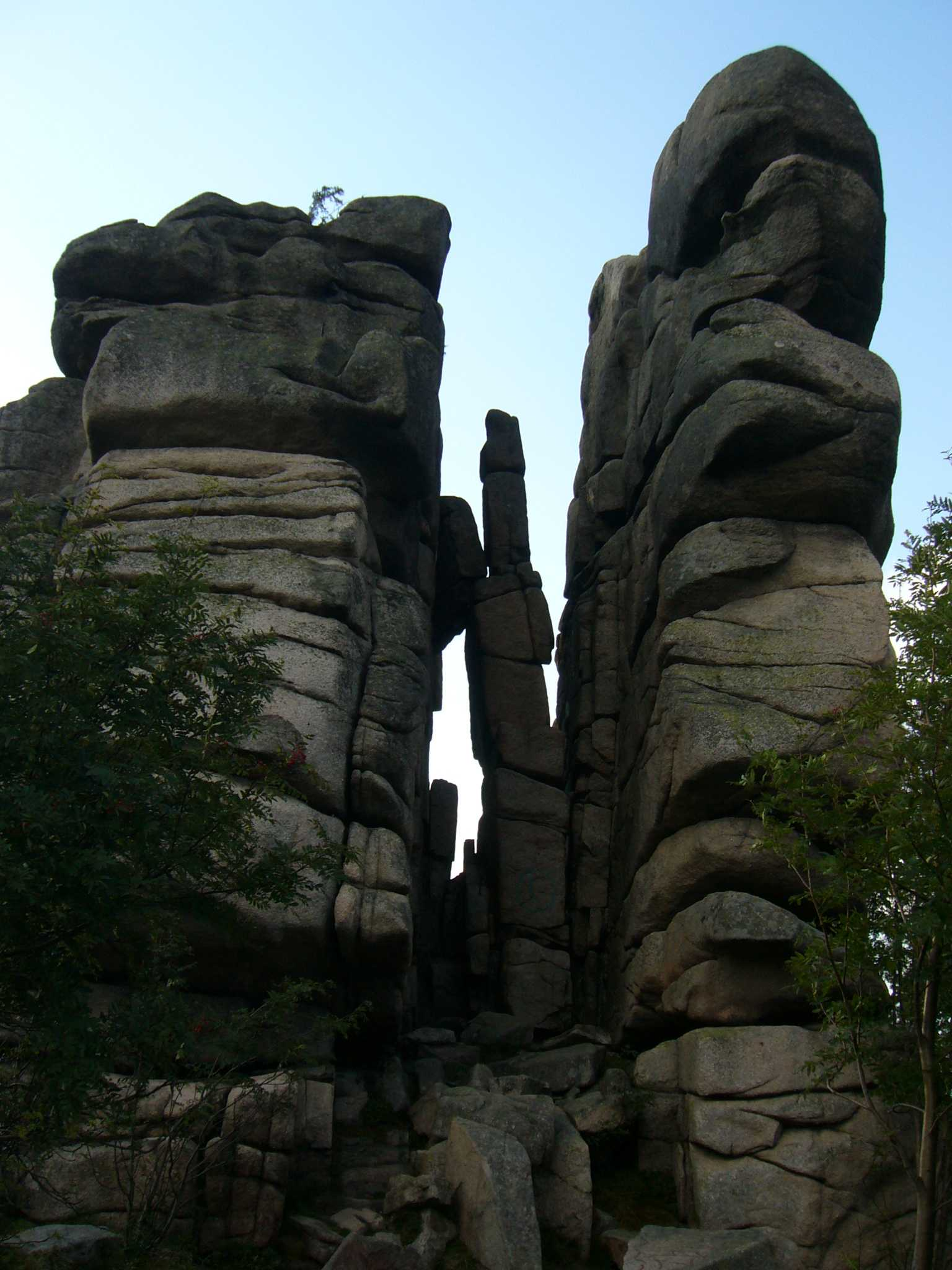
Wahadło

Wahadło – granitowa skałka w Sudetach Zachodnich, w paśmie Karkonoszy.

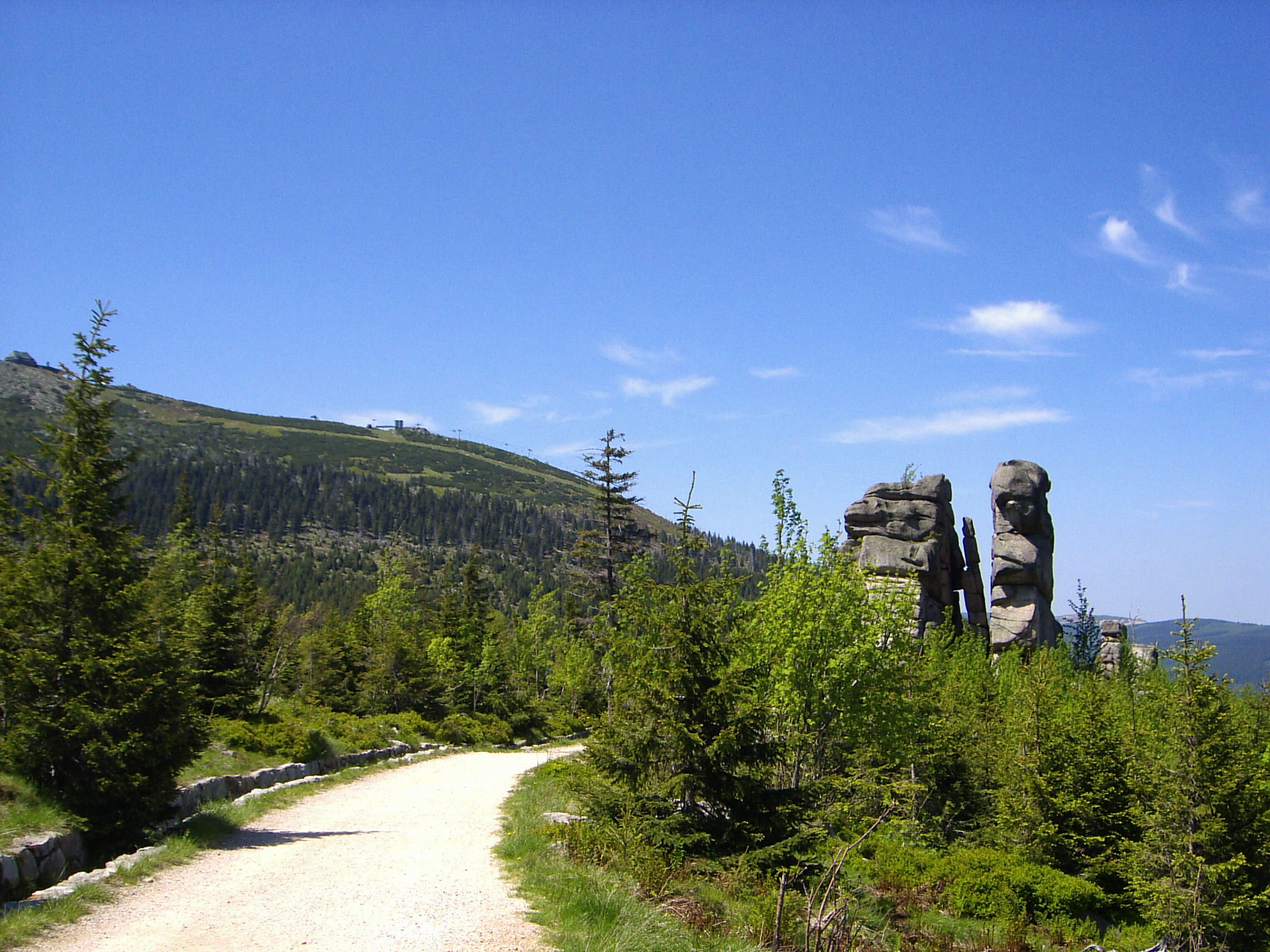
Na pierwszym planie Wahadło. W tle sylwetka Szrenicy

Wahadło stanowi iglica skalna o wysokości ok. 7 metrów uwięziona pomiędzy dwoma skalnymi murami w grupie Kukułczych Skał w południowo-zachodniej Polsce, w Sudetach Zachodnich, w zachodniej części Karkonoszy, na północnym zboczu Śląskiego Grzbietu, rozdzielającym doliny potoków Bystrego i Szrenickiego, na terenie Karkonoskiego Parku Narodowego na wysokości ok. 1100 m n.p.m. Przebiega obok nich żółty szlak turystyczny ze Szklarskiej Poręby do Czarciej Ambony na Śnieżnych Kotłach.